# Rakie Ayola
Rakie Ayola, född 11 maj 1968 i Cardiff, är en brittisk skådespelare.
Ayola har bland annat medverkat i TV-serierna The Pact (2021-2022) och Grace (2021-2023) samt i filmen Brexit: The Uncivil War från 2019.

## Filmografi (i urval)
- 2019 – Brexit: The Uncivil War
- 2021–2022 – The Pact (TV-serie)
- 2021–2023 – Grace (TV-serie)
- 2024 – Kaos (TV-serie)
- 2025 – Bad Apples